# Bykvarterer i Paris
Paris er administrativt opdelt i 80 kvarterer. Hvert af dem repræsenterer det laveste administrative niveau i byen. Det er opdelt, så der er fire kvarterer i hvert arrondissement. Kvarterene adskiller sig fra de 121 lokalråd ved primært at være skabt til administrative formål, hvorimod lokalrådene giver indbyggerne en form for lokalt selvstyre.
Navnene på arrondissementerne er givet i henhold til artikel R2512-1 i Code général des collectivités territoriales. Navnene bruges normalt ikke, i stedet bruger man numrene.

## Kvartererne siden 1860
| Arrondissement                                                      | Kvarter                      | Indbyggertal i 1999 | Areal (km2) |
| ------------------------------------------------------------------- | ---------------------------- | ------------------- | ----------- |
| 1. arrondissement kaldet "Arrondissement du Louvre"                 | 1. Saint-Germain-l'Auxerrois | 1.672               | 0,87        |
| 1. arrondissement kaldet "Arrondissement du Louvre"                 | 2. Halles                    | 8.984               | 0,41        |
| 1. arrondissement kaldet "Arrondissement du Louvre"                 | 3. Palais-Royal              | 3.195               | 0,27        |
| 1. arrondissement kaldet "Arrondissement du Louvre"                 | 4. Place-Vendôme             | 3.044               | 0,27        |
| 2. arrondissement kaldet "Arrondissement de la Bourse"              | 5. Gaillon                   | 1.345               | 0,19        |
| 2. arrondissement kaldet "Arrondissement de la Bourse"              | 6. Vivienne                  | 2.917               | 0,24        |
| 2. arrondissement kaldet "Arrondissement de la Bourse"              | 7. Mail                      | 5.783               | 0,28        |
| 2. arrondissement kaldet "Arrondissement de la Bourse"              | 8. Bonne-Nouvelle            | 9.595               | 0,28        |
| 3. arrondissement kaldet "Arrondissement du Temple"                 | 9. Arts-et-Métiers           | 9.560               | 0,32        |
| 3. arrondissement kaldet "Arrondissement du Temple"                 | 10. Enfants-Rouges           | 8.562               | 0,27        |
| 3. arrondissement kaldet "Arrondissement du Temple"                 | 11. Archives                 | 8.609               | 0,37        |
| 3. arrondissement kaldet "Arrondissement du Temple"                 | 12. Sainte-Avoye             | 7.501               | 0,21        |
| 4. arrondissement kaldet "Arrondissement de l'Hôtel-de-Ville"       | 13. Saint-Merri              | 6.523               | 0,31        |
| 4. arrondissement kaldet "Arrondissement de l'Hôtel-de-Ville"       | 14. Saint-Gervais            | 10.587              | 0,42        |
| 4. arrondissement kaldet "Arrondissement de l'Hôtel-de-Ville"       | 15. Arsenal                  | 9.474               | 0,49        |
| 4. arrondissement kaldet "Arrondissement de l'Hôtel-de-Ville"       | 16. Notre-Dame               | 4.087               | 0,38        |
| 5. arrondissement kaldet "Arrondissement du Panthéon"               | 17. Saint-Victor             | 11.661              | 0,6         |
| 5. arrondissement kaldet "Arrondissement du Panthéon"               | 18. Jardin-des-Plantes       | 18.005              | 0,8         |
| 5. arrondissement kaldet "Arrondissement du Panthéon"               | 19. Val-de-Grâce             | 19.492              | 0,7         |
| 5. arrondissement kaldet "Arrondissement du Panthéon"               | 20. Sorbonne                 | 9.683               | 0,43        |
| 6. arrondissement kaldet "Arrondissement du Luxembourg"             | 21. Monnaie                  | 6.185               | 0,29        |
| 6. arrondissement kaldet "Arrondissement du Luxembourg"             | 22. Odéon                    | 8.833               | 0,72        |
| 6. arrondissement kaldet "Arrondissement du Luxembourg"             | 23. Notre-Dame-des-Champs    | 24.731              | 0,86        |
| 6. arrondissement kaldet "Arrondissement du Luxembourg"             | 24. Saint-Germain-des-Prés   | 5.154               | 0,28        |
| 7. arrondissement kaldet "Arrondissement du Palais-Bourbon"         | 25. Saint-Thomas-d'Aquin     | 12.661              | 0,83        |
| 7. arrondissement kaldet "Arrondissement du Palais-Bourbon"         | 26. Invalides                | 6.276               | 1,07        |
| 7. arrondissement kaldet "Arrondissement du Palais-Bourbon"         | 27. École-Militaire          | 12.895              | 0,81        |
| 7. arrondissement kaldet "Arrondissement du Palais-Bourbon"         | 28. Gros-Caillou             | 25.156              | 1,38        |
| 8. arrondissement kaldet "Arrondissement de l'Élysée"               | 29. Champs-Élysées           | 4.614               | 1,14        |
| 8. arrondissement kaldet "Arrondissement de l'Élysée"               | 30. Faubourg-du-Roule        | 10.038              | 0,8         |
| 8. arrondissement kaldet "Arrondissement de l'Élysée"               | 31. Madeleine                | 6.045               | 0,76        |
| 8. arrondissement kaldet "Arrondissement de l'Élysée"               | 32. Europe                   | 18.606              | 1,18        |
| 9. arrondissement kaldet "Arrondissement de l'Opéra"                | 33. Saint-Georges            | 20.850              | 0,72        |
| 9. arrondissement kaldet "Arrondissement de l'Opéra"                | 34. Chaussée-d'Antin         | 3.488               | 0,54        |
| 9. arrondissement kaldet "Arrondissement de l'Opéra"                | 35. Faubourg-Montmartre      | 9.233               | 0,42        |
| 9. arrondissement kaldet "Arrondissement de l'Opéra"                | 36. Rochechouart             | 22.212              | 0,5         |
| 10. arrondissement kaldet "Arrondissement de l'Entrepôt"            | 37. Saint-Vincent-de-Paul    | 21.624              | 0,93        |
| 10. arrondissement kaldet "Arrondissement de l'Entrepôt"            | 38. Porte-Saint-Denis        | 15.066              | 0,47        |
| 10. arrondissement kaldet "Arrondissement de l'Entrepôt"            | 39. Porte-Saint-Martin       | 23.125              | 0,61        |
| 10. arrondissement kaldet "Arrondissement de l'Entrepôt"            | 40. Hôpital-Saint-Louis      | 29.870              | 0,88        |
| 11. arrondissement kaldet "Arrondissement de Popincourt"            | 41. Folie-Méricourt          | 33.002              | 0,73        |
| 11. arrondissement kaldet "Arrondissement de Popincourt"            | 42. Saint-Ambroise           | 32.168              | 0,84        |
| 11. arrondissement kaldet "Arrondissement de Popincourt"            | 43. Roquette                 | 47.520              | 1,17        |
| 11. arrondissement kaldet "Arrondissement de Popincourt"            | 44. Sainte-Marguerite        | 36.476              | 0,93        |
| 12. arrondissement kaldet "Arrondissement de Reuilly"               | 45. Bel-Air                  | 33.976              | 1,39        |
| 12. arrondissement kaldet "Arrondissement de Reuilly"               | 46. Picpus                   | 62.947              | 1,86        |
| 12. arrondissement kaldet "Arrondissement de Reuilly"               | 47. Bercy                    | 13.987              | 1,9         |
| 12. arrondissement kaldet "Arrondissement de Reuilly"               | 48. Quinze-Vingts            | 25.752              | 1,24        |
| 13. arrondissement kaldet "Arrondissement des Gobelins »            | 49. Salpêtrière              | 18.246              | 1,18        |
| 13. arrondissement kaldet "Arrondissement des Gobelins »            | 50. Gare                     | 69.008              | 3,04        |
| 13. arrondissement kaldet "Arrondissement des Gobelins »            | 51. Maison-Blanche           | 64.797              | 2,23        |
| 13. arrondissement kaldet "Arrondissement des Gobelins »            | 52. Croulebarbe              | 19.526              | 0,69        |
| 14. arrondissement kaldet "Arrondissement de l'Observatoire"        | 53. Montparnasse             | 18.570              | 1,13        |
| 14. arrondissement kaldet "Arrondissement de l'Observatoire"        | 54. Parc-de-Montsouris       | 19.793              | 1,36        |
| 14. arrondissement kaldet "Arrondissement de l'Observatoire"        | 55. Petit-Montrouge          | 37.230              | 1,35        |
| 14. arrondissement kaldet "Arrondissement de l'Observatoire"        | 56. Plaisance                | 57.229              | 1,79        |
| 15. arrondissement kaldet "Arrondissement de Vaugirard"             | 57. Saint-Lambert            | 82.032              | 2,83        |
| 15. arrondissement kaldet "Arrondissement de Vaugirard"             | 58. Necker                   | 46.932              | 1,58        |
| 15. arrondissement kaldet "Arrondissement de Vaugirard"             | 59. Grenelle                 | 47.411              | 1,48        |
| 15. arrondissement kaldet "Arrondissement de Vaugirard"             | 60. Javel                    | 49.092              | 2,61        |
| 16. arrondissement kaldet "Arrondissement de Passy"                 | 61. Auteuil                  | 67.967              | 3,03        |
| 16. arrondissement kaldet "Arrondissement de Passy"                 | 62. Muette                   | 45.214              | 2,04        |
| 16. arrondissement kaldet "Arrondissement de Passy"                 | 63. Porte-Dauphine           | 27.423              | 1,41        |
| 16. arrondissement kaldet "Arrondissement de Passy"                 | 64. Chaillot                 | 21.213              | 1,42        |
| 17. arrondissement kaldet "Arrondissement des Batignolles-Monceaux" | 65. Ternes                   | 39.137              | 1,47        |
| 17. arrondissement kaldet "Arrondissement des Batignolles-Monceaux" | 66. Plaine-de-Monceaux       | 38.958              | 1,38        |
| 17. arrondissement kaldet "Arrondissement des Batignolles-Monceaux" | 67. Batignolles              | 38.691              | 1,44        |
| 17. arrondissement kaldet "Arrondissement des Batignolles-Monceaux" | 68. Épinettes                | 44.352              | 1,38        |
| 18. arrondissement kaldet "Arrondissement de la Butte-Montmartre"   | 69. Grandes-Carrières        | 67.152              | 1,91        |
| 18. arrondissement kaldet "Arrondissement de la Butte-Montmartre"   | 70. Clignancourt             | 64.868              | 1,65        |
| 18. arrondissement kaldet "Arrondissement de la Butte-Montmartre"   | 71. Goutte-d'Or              | 28.524              | 1,09        |
| 18. arrondissement kaldet "Arrondissement de la Butte-Montmartre"   | 72. Chapelle                 | 24.037              | 1,35        |
| 19. arrondissement kaldet "Arrondissement des Buttes-Chaumont"      | 73. Villette                 | 53.650              | 1,29        |
| 19. arrondissement kaldet "Arrondissement des Buttes-Chaumont"      | 74. Pont-de-Flandre          | 24.584              | 2,38        |
| 19. arrondissement kaldet "Arrondissement des Buttes-Chaumont"      | 75. Amérique                 | 55.365              | 1,84        |
| 19. arrondissement kaldet "Arrondissement des Buttes-Chaumont"      | 76. Combat                   | 38.988              | 1,3         |
| 20. arrondissement kaldet "Arrondissement de Ménilmontant"          | 77. Belleville               | 35.773              | 0,81        |
| 20. arrondissement kaldet "Arrondissement de Ménilmontant"          | 78. Saint-Fargeau            | 42.087              | 1,49        |
| 20. arrondissement kaldet "Arrondissement de Ménilmontant"          | 79. Père-Lachaise            | 42.332              | 1,6         |
| 20. arrondissement kaldet "Arrondissement de Ménilmontant"          | 80. Charonne                 | 62.901              | 2,09        |

## Ekstern henvisning
- Kvartererne og deres arrondissementer på APUR Arkiveret 7. oktober 2010 hos  Wayback Machine